# Michelle Kelly
Michelle Kelly (* 7. November 1974) ist eine kanadische Skeletonpilotin.
Vor ihrer Skeleton-Karriere war Kelly zunächst Sportgymnastin. 13 Jahre lang übte sie diesen Sport aus, bevor sie im Alter von 17 Jahren zum Tauchsport wechselte, dann zum Fußball und schließlich als Bremserin zum Bobsport. Hier kam sie, als sie mit dem kanadischen Team in St. Moritz war, mit dem Skeleton in Berührung.
Seit der ersten Damen-Saison 1996/97 startet sie im Skeleton-Weltcup. Ihr erstes Rennen bestritt sie im Dezember 1996 in Königssee, wo sie Dritte wurde. Das dritte Rennen der Saison gewann sie in Winterberg und war neben Steffi Hanzlik die einzige Siegerin eines Rennens der ersten Saison. Bei über 40 Weltcupstarts platzierte sie sich nur einmal nicht in den Top 10. Dreimal konnte sie Rennen für sich entscheiden. Im Gesamtweltcup platzierte sie sich in der ersten Saison auf dem zweiten Platz hinter Steffi Hanzlik. 1998/99 wurde sie Vierte, 1999/2000 Dritte, 2000/01 und 2001/02 Fünfte des Gesamtweltcups. In der folgenden Saison gewann sie diese Wertung erstmals und wurde im Jahr darauf Dritte.
2003 wurde Kelly in Nagano Weltmeisterin und war damit die erste Sportlerin, die in einer Saison Weltmeisterin und Gesamtweltcupgewinnerin wurde. 2005 gewann sie in Calgary Bronze. Amerika-Meisterin wurde sie 2002 in Park City. Bei den Olympischen Spielen 2002 in Salt Lake City wurde sie nur Zehnte. 2001 bis 2003 gewann sie die Kanadischen Meisterschaften, 1998 hinter Susan Speiran und 2004 hinter Lindsay Alcock wurde sie Vizemeisterin, 1997, 2000, 2005 und 2006 wurde sie Dritte.
Für die Olympischen Winterspiele 2006 in Turin verpasste sie die Qualifikation. An den Olympischen Winterspielen 2010 in Vancouver nahm sie hingegen teil und wurde 13. in ihrer Disziplin. Im Anschluss beendete sie ihre Karriere.
Parallel zum Skeletonsport versuchte sie sich an einer Karriere als Profiwrestlerin und nahm ab 2001 Trainingseinheiten im Hart Submission Dungeon von Stu Hart. Aus Angst vor einer größeren Verletzung gab sie das Vorhaben 2004 jedoch wieder auf, ohne bis dahin aktiv ein Match bestritten zu haben.

## Einzelbelege
1. ↑  The Wrestler: Skeleton Racer Michelle Kelly (Memento des Originals vom 16. April 2014 im Internet Archive)  Info: Der Archivlink wurde automatisch eingesetzt und noch nicht geprüft. Bitte prüfe Original- und Archivlink gemäß Anleitung und entferne dann diesen Hinweis.

| Personendaten    | Personendaten              |
| ---------------- | -------------------------- |
| NAME             | Kelly, Michelle            |
| KURZBESCHREIBUNG | kanadische Skeletonpilotin |
| GEBURTSDATUM     | 7. November 1974           |